# Sydseglare
Sydseglare (Chaetura meridionalis) är en fågel i familjen seglare.

## Utbredning och systematik
Fågeln häckar från östra Bolivia söderut till norra Argentina och österut till östcentrala Brasilien. Den är delvis flyttfågel och övervintrar norrut till Panama, norra Colombia, norra Venezuela och Surinam. Den behandlas som monotypisk, det vill säga att den inte delas in i några underarter.

## Status och hot
Arten har ett stort utbredningsområde, men tros minska i antal, dock inte tillräckligt kraftigt för att den ska betraktas som hotad. Internationella naturvårdsunionen IUCN listar arten som nära hotad (LC).